# Marcelien de Koning
Marcelien de Koning (10 maja 1978 w Hoorn) – holenderska żeglarka sportowa startująca w klasie 470, wicemistrzyni olimpijska, trzykrotna mistrzyni świata.
Srebrna medalistka igrzysk olimpijskich w 2008 roku w klasie 470 (razem z Lobke Berkhout).
Złota medalistka mistrzostw świata w 2005, 2006 i 2007 roku (wszystkie triumfy z Lobke Berkhout).